# NGC 587
NGC 587 este o galaxie spirală situată în constelația Triunghiul. A fost descoperită în 27 august 1862 de către Heinrich Louis d'Arrest.